# Norra Mellby prästgård

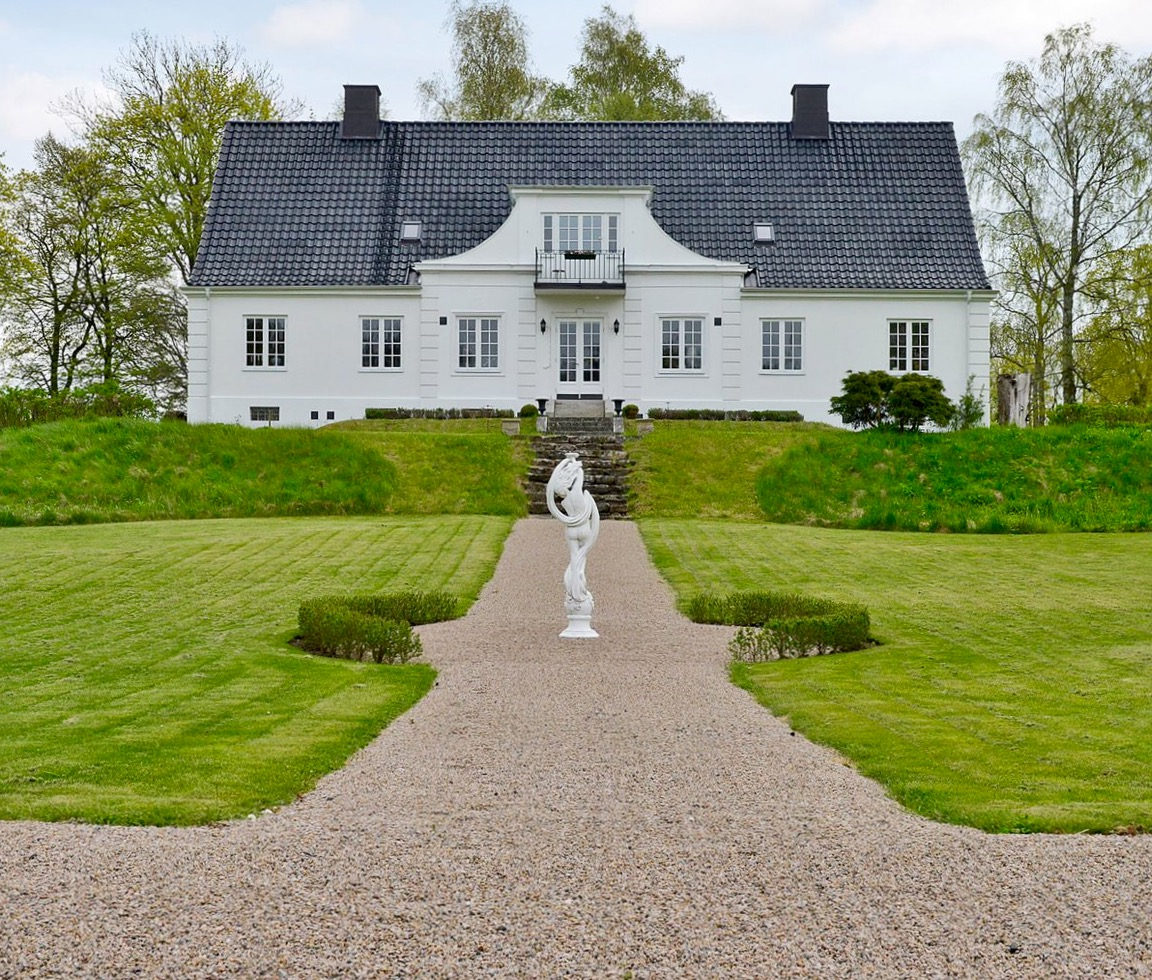
Norra Mellby prästgård 2015 från trädgården sett

Norra Mellby prästgård, belägen i Norra Mellby i Hässleholms kommun, uppfördes 1929 efter ritningar av arkitekt Arnold Salomon-Sörensen  under kyrkoherde Erik Göranssons  ämbetstid.

## Historik

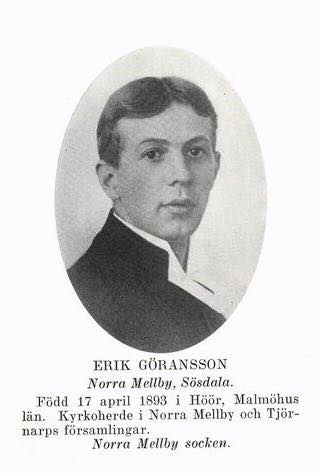
Erik Göransson var kyrkoherde i Norra Mellby och Tjörnarp då prästgården byggdes 1929. Han bodde kvar till sitt frånfälle 1958.

Då skiftesreformen genomfördes på 1800-talet förändrades landsbygdens gårdsplaceringar men prästgården blev kvar i sitt ursprungliga läge.
Norra Mellby är ett tydligt exempel på  medeltida sockencentrum . Prästgården från 1929 ligger nordväst om kyrkan på samma plats som tidigare prästgårdar. Förutvarande prästgård från 1700-talet monterades ner 1928 och flyttades till Broby Hembygdspark, men förstördes av brand där.
Nuvarande prästgård i Norra Mellby är uppförd i den svenska 1920-tals klassicistiska stilen  med sexdelad planlösning. Tjugotalsklassicismen är sval, elegant och balanserad. För svenska arkitekter och designers var tjugotalet en glansperiod och utomlands kallas stilen ofta för just "Swedish Grace".
Enkla former, enhetlighet och lugn var utmärkande för stilen. Symmetri och regelbundenhet var honnörsord, fondmotiv och pilastrar uttrycksmedel. Byggnaderna var monumentala, men samtidigt graciösa och eleganta. 1700-tals herrgården efter franska förebilder blev ett ideal.  Manbyggnaden  mäter 22*10 meter och omfattar 11 rum och kök i ett och ett halvt plan om totalt 520 kvm.
Vid byggandet påträffades under utgrävning för källaren, medeltida byggnadsrester i sten och tegel samt gravar och kvarlevor från medeltiden. Riksantikvarieämbetet i Stockholm och en Dr. Hansen där,  påpekade i en skrivelse med DNR16/1929 till Kyrkoherden i Norra Mellby att bygget inte fick fortskrida innan byggnadsresterna och kvarlevorna av Riksantikvarieämbetet kunnat undersökas närmre. Dessa fynd i kombination, med Norra Mellby Kyrkas storlek och ålder,  anses tyda på att Norra Mellby sedan tidig medeltid varit en pilgrimsort och kyrklig centralpunkt i Skåne. Bodil Fredfelt (född 1942), kyrkoherde emeritus, som var den fjärde kvinnan att prästvigas i Lunds stift blev den siste kyrkoherden att bebo Norra Mellby prästgård. Prästgården såldes 2010 av svenska kyrkan till en privatperson.

## Citat
| ”                                                                         | Prästgårdarna är landets äldsta gårdar. Prästgården har alltid legat där den ligger och därför finns spår på vissa gårdar ända ned till 1200-talet. Prästgården har sedan medeltiden hört ihop med kyrkan | „ |
| – Martin Giertz i sin bok "Svenska Prästgårdar", 2012. ISBN 9789173314985 | |   |

## Historiska bilder

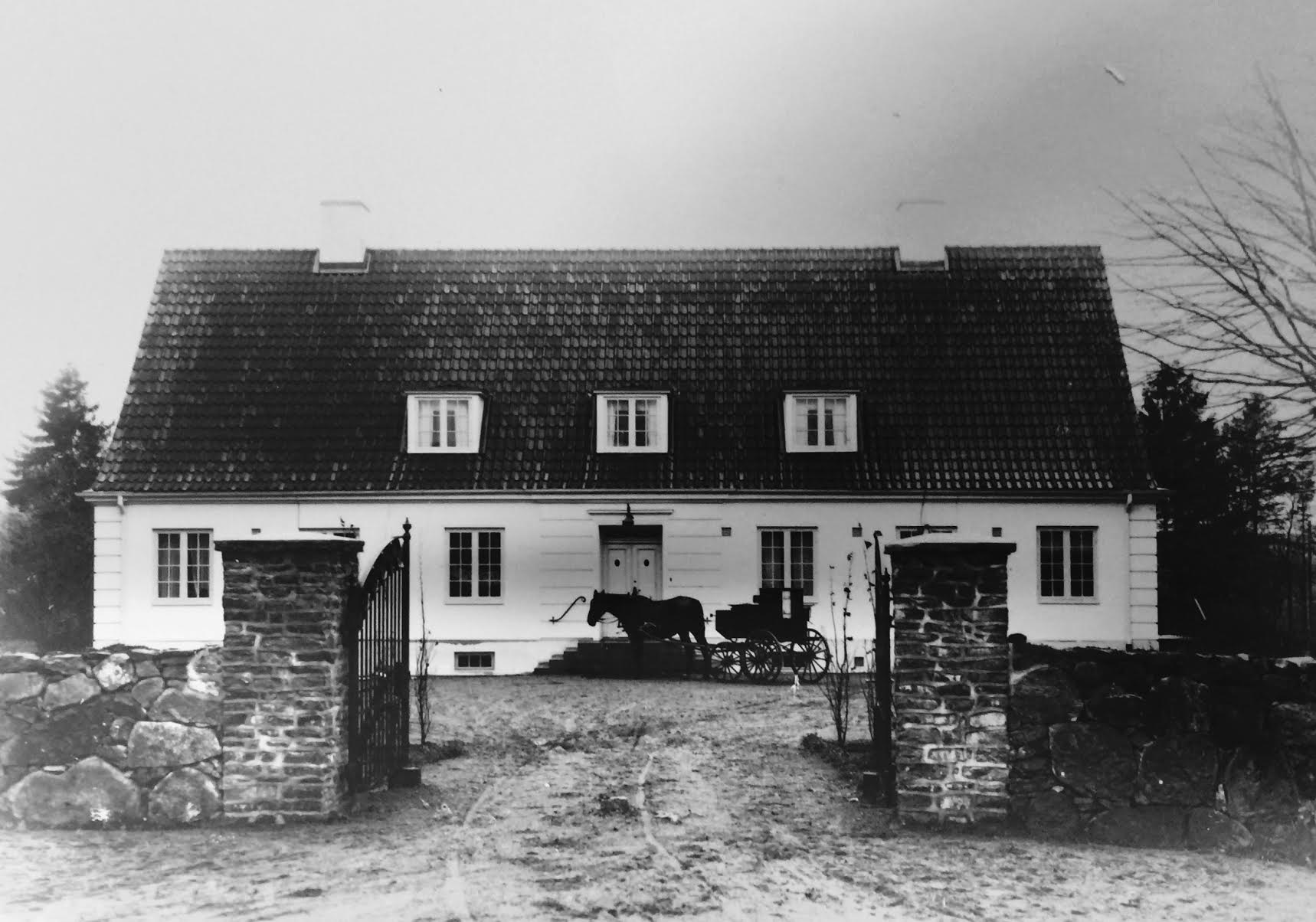
Norra Mellby prästgård 1929, från infarten
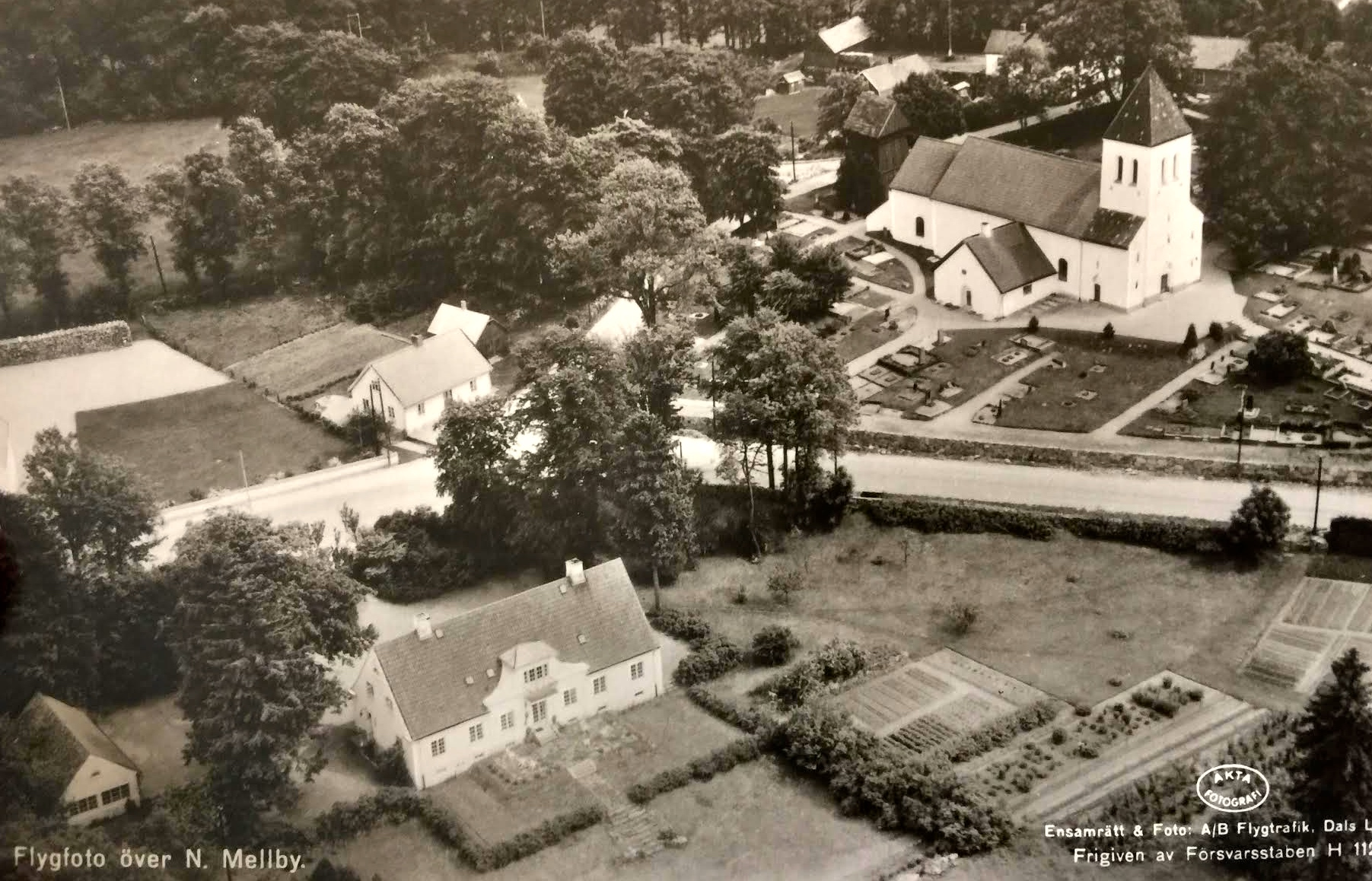
Norra Mellby kyrkby med prästgård och kyrka 1946
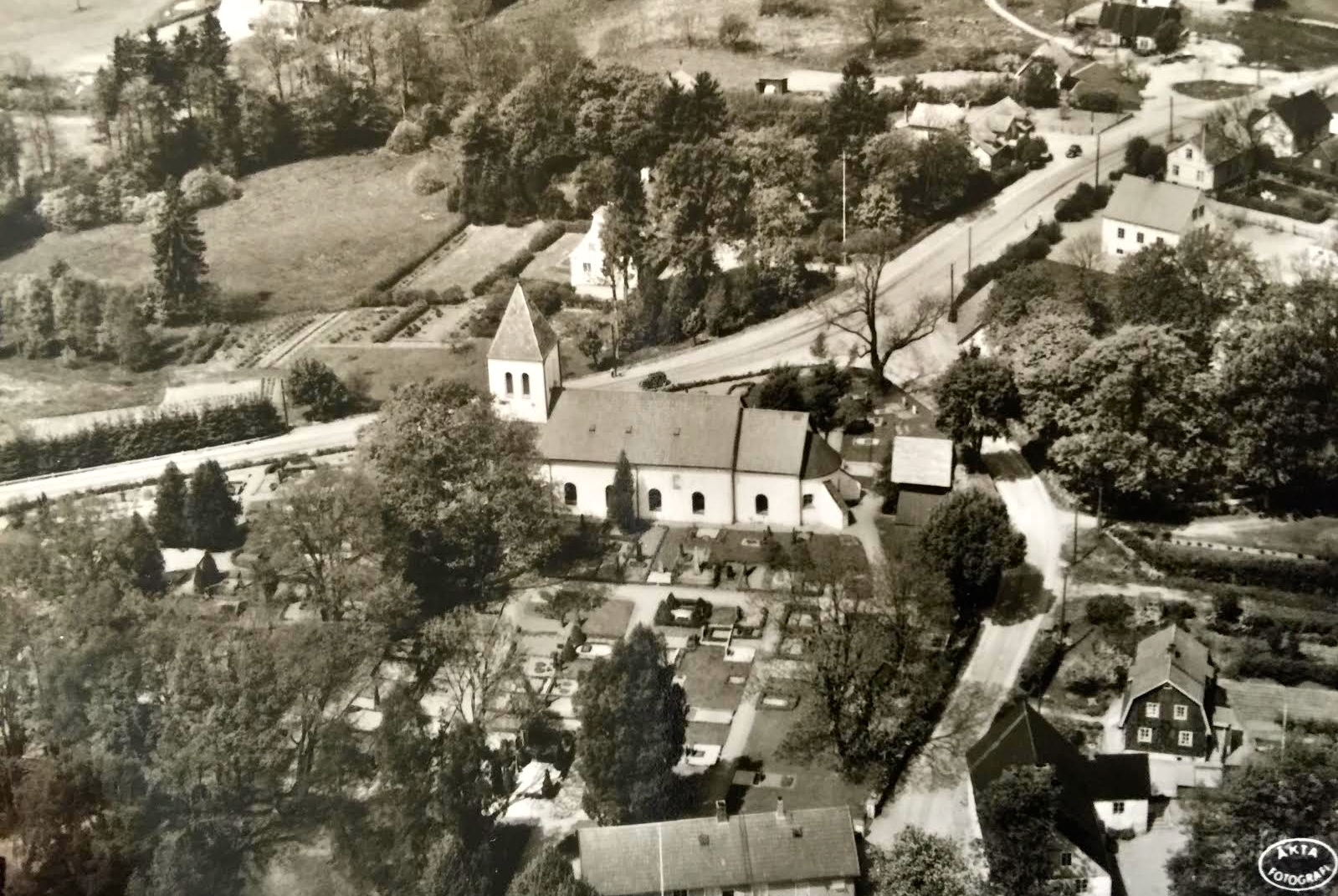
Norra Mellby kyrkby med prästgård och kyrka 1953
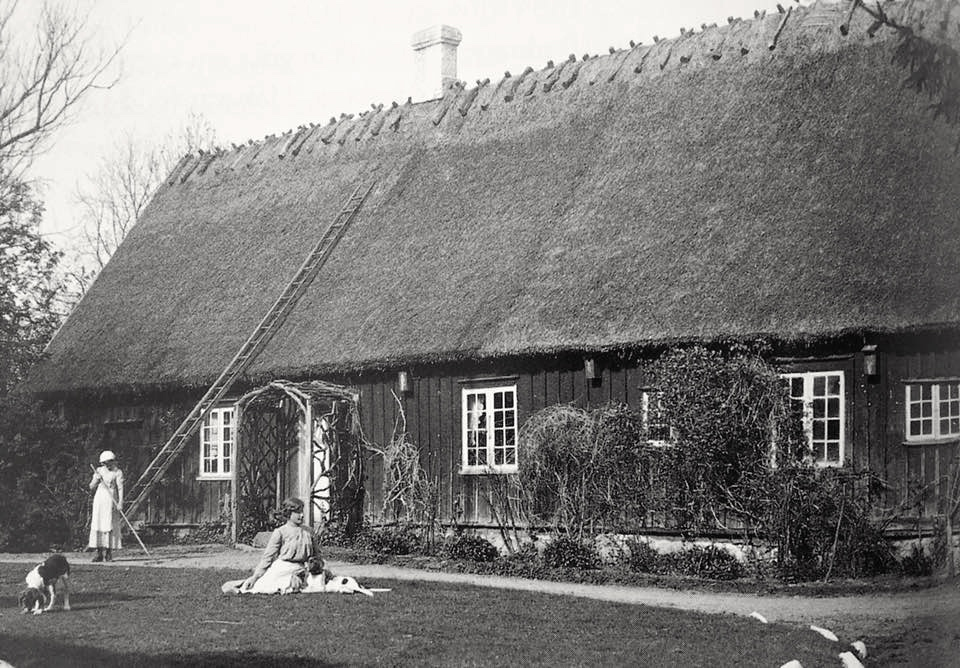
Norra Mellby gamla prästgård, nedmonterat 1928 och flyttad till Broby hembygdspark, där nedbrunnen 1969